# Pleurocope wilsoni
Pleurocope wilsoni är en kräftdjursart som beskrevs av Brian Frederick Kensley och Marilyn Schotte 2002. Pleurocope wilsoni ingår i släktet Pleurocope och familjen Pleurocopidae. Inga underarter finns listade i Catalogue of Life.